# Eleocharis lanceolata
Eleocharis lanceolata là loài thực vật có hoa trong họ Cói. Loài này được Fernald mô tả khoa học đầu tiên năm 1899.